# Centroplacaceae
Centroplacaceae, biljna porodica unutar reda Malpighiales. Sastoji se od dva roda: 1. Centroplacus čije su vrste raširene  po zapadnoj tropskoj africi: Gabon, Kongo, Kamerun i Ekvatorijalna Gvineja. i Bhesa iz južne Kine i tropske Azije.

## Rodovi
1. Bhesa Buch.-Ham. ex Arn.
2. Centroplacus Pierre